# Pierre Laporte (camisard)
Pour les articles homonymes, voir Laporte, Pierre Laporte (homonymie) et Rolland.
Pierre Laporte (1680-1704), dit Rolland, figure parmi les plus célèbres prophètes et chefs camisards français.

## Biographie
Pierre Laporte est né à Mialet en 1680 dans une modeste famille cévenole : sa mère se nomme Madeleine Gras et son père Jean Laporte ; ce dernier exerce la profession de cardeur de laine. Pierre devient lui-même peigneur de laine. Il participe de façon très courte à la guerre de Succession d'Espagne avant de revenir à Mialet en 1703 où il épouse Marthe Bringuier de Cornellis.
Il prend le surnom de « Rolland » lorsqu'il décide de rejoindre l'insurrection des protestants dans le Languedoc faisant suite à la révocation de l’édit de Nantes en 1685 mais qui, malgré une dure répression, avait connu un regain de confiance depuis l'assassinat de l'abbé du Chayla au Pont-de-Montvert en juillet 1702. Protestant convaincu, Rolland est un prophète qui avait selon Abraham Mazel reçu « le don de prédication et de prophétie. » Mais il est également un redoutable chef de guerre aussi efficace qu'impitoyable. Autoproclamé général des « troupes protestantes de France assemblées dans les Cévennes en Languedoc » lors de la guerre des camisards (1702-1704), il est placé à la tête de la seconde bande rebelle (en effectifs) qui regroupe 400 hommes environ, après celle de Jean Cavalier (700 hommes).
À Ners, le 3 novembre 1702, en compagnie de Cavalier et de 150 « mécontents », il pille et incendie les lieux de culte catholique du village comme il récidivera les 24 et 25 du même mois à Sérignac et à Bragassargues, toujours avec Jean Cavalier mais aussi en compagnie d'Abraham Mazel. En décembre, lors de la prise de Sauve par Rolland, l'église est brûlée et des villageois (dont des prêtres) sont massacrés mais on ignore le nombre de victimes.
En janvier 1703, Rolland fait passer le château de Saint-Félix-de-Pallières au fil de l'épée selon Maurice Pezet dans son ouvrage L'épopée des Camisards mais aucun nombre de victimes n'est donné, le prêtre Jean-Baptiste de L'Ouvreleul avançant le chiffre de six soldats. Rolland tuera néanmoins trois muletiers au Pompidou dans le même mois lors d'une embuscade. Le 21 février à Fraissinet-de-Fourques, trente-cinq personnes sont massacrées par Rolland, Castanet et Molines. Le 5 mars, au Mas des Prats (près de Saint-André de Buèges, actuel Hérault), la bande de Rolland fait cinq nouvelles victimes. Le lendemain, tout juste après avoir opéré un raid sur Pompignan, il est sévèrement battu avec Ravanel par les troupes royales commandées par de La Haye : 200 rebelles sont tués. À la fin du mois d'août, Rolland et Jean Cavalier surprennent aux environs de Durfort une compagnie royale qui est massacrée (une vingtaine de morts). À la suite de cet événement, Montrevel procède à des exécutions sommaires parmi les camisards capturés. Pendant le « brûlement des Cévennes » par les soldats du roi (466 villages et hameaux détruits en Cévennes entre octobre et décembre 1703), Rolland incendie en représailles les villages catholiques de la région dont le monastère près de Tornac ainsi que l'église de Sainte-Baudille le 29 décembre.
Le 18 janvier 1704, il tend un piège au col de Vallongue entre Saint-André-de-Valborgne et Lasalle, à deux bataillons royaux conduisant des captifs et les met en déroute. Très déçu de l'attitude de son compagnon Jean Cavalier qui décide de se rendre au maréchal de Villars au mois de mai, Rolland préfère continuer la lutte à l'instar de Ravanel et Catinat. Le 13 mai, épaulé par Castanet et Joany, il attaque un convoi transportant 25 000 écus ainsi que des réserves de poudre et de plomb. L'escorte du lieutenant-colonel de Coberville composée de 770 hommes est vaincue et perd une centaine d'hommes (300 selon Élie Marion) dont de nombreux officiers. Mais entre octobre et décembre, de nombreux chefs camisards imitent Jean Cavalier et déposent les armes : La Rose, Salomon Couderc, Joany et Catinat. Toutes ces redditions portent un sérieux coup à la rébellion mais Rolland, Castanet et Ravanel ne plient pas et préfèrent mourir les armes à la main plutôt que de subir l'humiliation de la reddition ou de se voir supplicier des mains d'un bourreau. Rolland est finalement tué au château de Castelnau-Valence le 11 août 1704 à la suite d'une trahison. Son corps momifié est promené publiquement dans les rues de Nîmes sur une claie avant d'être finalement brûlé.
Sa mort et celle de Castanet (capturé et roué vif), ainsi que l'échec de la révolte dans le Dauphiné avec intervention étrangère précipitera la fin du conflit, même si la région connaîtra encore quelques révoltes sporadiques et exécutions de camisards. Les chefs rebelles tels que Catinat, Abraham Mazel, Salomon Couderc ou Ravanel qui avaient dû s'exiler de gré ou de force reviennent dans les Cévennes pour y raviver la rébellion mais entre le manque d'effectifs, les délations, l'abandon progressif des puissances étrangères protestantes et surtout leur capture suivie de leur exécution (Ravanel et Catinat en 1705, Couderc en 1706, Mazel sera quant à lui abattu en 1710), les derniers espoirs des huguenots de la région seront brisés.
La maison natale de Rolland (Pierre Laporte), au Mas Soubeyran dans le département du Gard, abrite aujourd'hui le musée du Désert.